# 大岡小前駅
大岡小前駅（おおおかしょうまええき）は、宮城県栗原市若柳字大林東千刈にあったくりはら田園鉄道くりはら田園鉄道線の駅。2007年（平成19年）、路線の廃止に伴い廃駅となった。栗原電鉄がくりはら田園鉄道と名を変えた半年後に設置された駅で、三セク化後に開業した唯一の駅である。

## 歴史
住民からの請願によって作られた、くりはら田園鉄道線で最も新しい駅であった。

### 年表
- 1995年（平成7年）12月25日：開業。
- 2007年（平成19年）4月1日：廃止。

## 駅構造
単式ホーム1面1線を有する地上駅で、無人駅。改札口はなく、道路から緩い坂を上って線路の南にあるホームに上がった。ホームには小さな待合室が設置されていた。

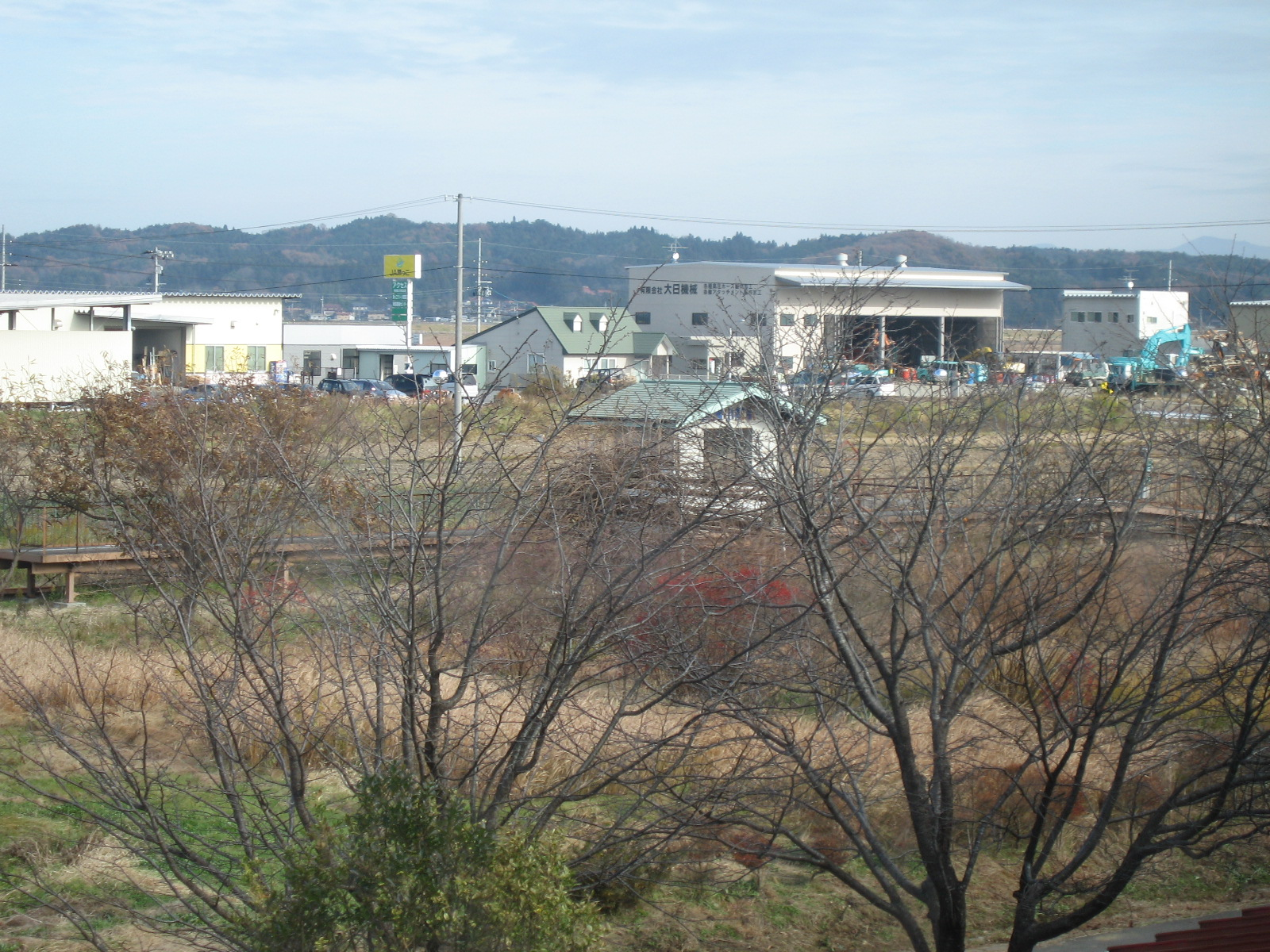
廃止後も残る大岡小前駅（2007年11月）

## 駅周辺
駅から南に600から1000メートルほど離れて迫川が流れる。駅の北は水田地帯で、宮城県道4号中田栗駒線が駅の百数十メートル北を線路と平行に走る。この道路沿いに農協関連の施設がいくつかある。駅名の由来である大岡小学校は駅の南にあり、同じ敷地に大岡幼稚園もあったが、駅廃止の6年後、2013年（平成25年）3月に閉校・閉園した。
- 栗原市立大岡小学校
- 栗原市立大岡幼稚園
- 大林工業団地

## 線路跡の状況
2008年2月に駅舎の撤去工事が行われ、駅跡は更地となった。なお、「大岡小前駅」の駅名看板は大岡小学校に保存されていた。

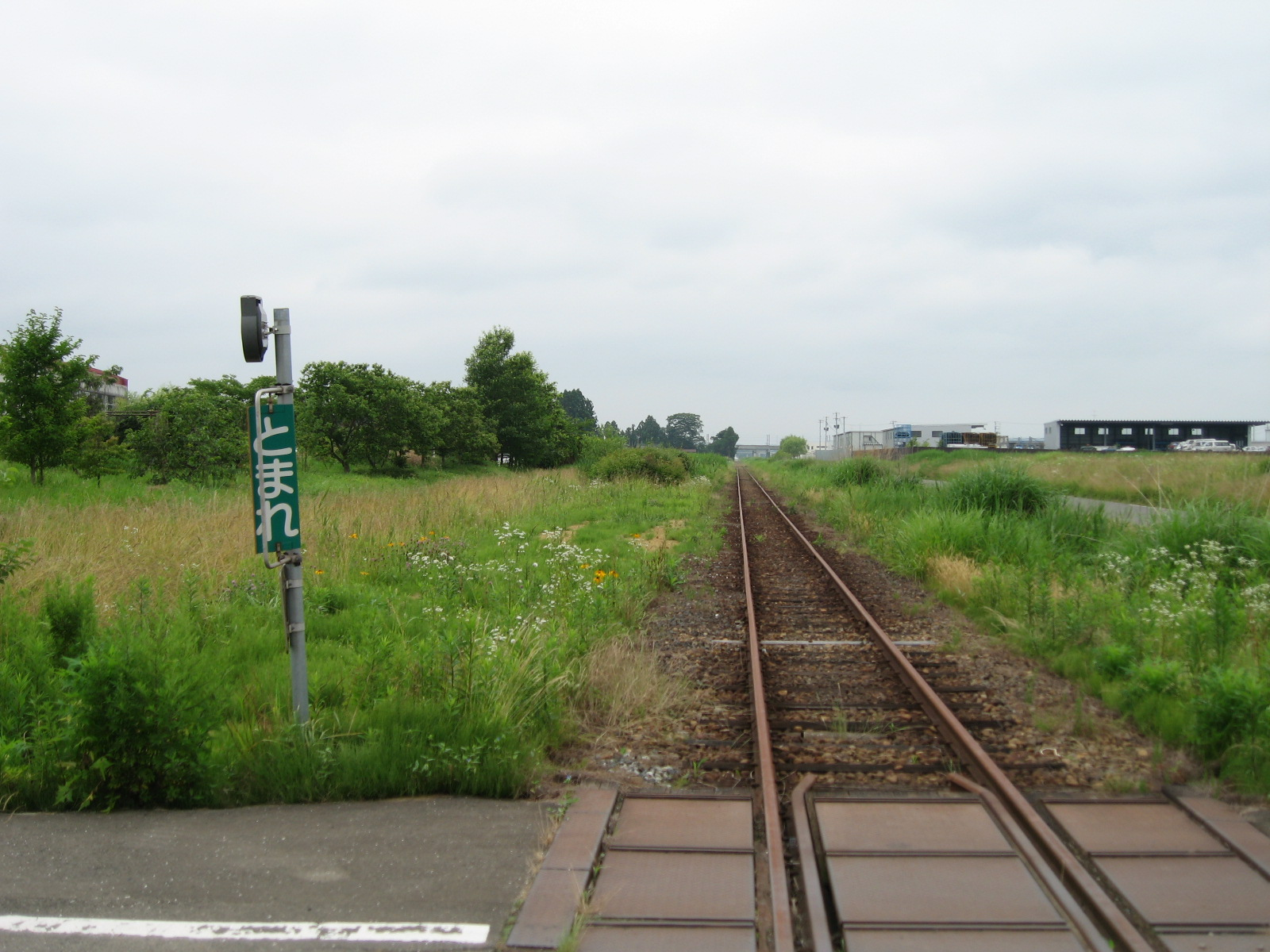
廃駅になって更地になった大岡小前駅跡（2008年7月）

## 隣の駅
くりはら田園鉄道
くりはら田園鉄道線
谷地畑駅 - 大岡小前駅 - 大岡駅